# Plesna procesija u Echternachu
Plesna procesija u Echternachu (Iechternacher Sprangprëssioun; njemački: Echternacher Springprozession) je procesija koja se svake godine na prvi utorak poslije Duhova održava u srednjovjekovnom središtu Echternacha (najstarijem grada u Luksemburgu).
Procesija, dokumentirana od 1100. godine, je posvećena kultu sv. Willibrorda, svećeniku koji je koncem 7. st. ustanovio Echternašku opatiju i koji je bio poznat po misionarskoj djelatnosti, ljubaznosti i sposobnosti liječenja određenih bolesti Usprkos negodovanju Crkve zbog njezinih poganskih elemenata i više crkvenih zabrana, ona je opstala, pa se čak i proširila cijelim područjem i među svim društvenim slojevima. 
Danas je procesija izrazito vjerskog karaktera i duboko je ukorijenjena u običajima koji se izvode u molitvama, pjesmama i plesovima, kao povijesni oblik štovanja. Procesija započinje u rano jutro u dvorištu stare opatije i nazoče joj najviši crkveni predstavnici iz grada (Willibrordus-Brauverein), zemlje i inozemstva. Ispred njih pjevači recitiraju litanije nakon čega oko 8.000 plesača, podijeljenih u 45 skupina, prema obredima koji se prenose s koljena na koljeno, pleše uz zvukove polke oko Echternaške bazilike u kojoj se nalazi grob sv. Willibrorda. Povorka se nastavlja ulicama od bazilike i može se protezati oko 1,5 km dok glazbenici sviraju tradicionalnu glazbu, tzv. Sprangprozessioùn. Plesači u nizovima od četiri ili pet plesača
su povezani držeći u rukama po jedan od krajeva bijelog rupčića
Usprkos sekularizaciji luksemburškog društva, ova procesija je izrazito popularna i svake godine u njoj sudjeluje oko 13.000 sudionika iz Luksemburga, ali i susjednih područja. God. 2010., plesna procesija u Echternachu je upisana na popis nematerijalne svjetske baštine kao posljednja tradicionalna plesna procesija u Europi.

## Vanjske poveznice
- Procesija u slikama i s glazbom  Arhivirana inačica izvorne stranice od 4. ožujka 2016. (Wayback Machine) (njem.)
- Willibrord i plesna procesija  Arhivirana inačica izvorne stranice od 27. svibnja 2015. (Wayback Machine) (njem.)